# Els Pous de l'Estret
Els Pous de l'Estret o Pou del Batlle Vell és un pou de glaç del segle xvii del municipi de Vilaverd (Conca de Barberà). Està ubicat al lloc conegut com l'estret de la Riba, molt a prop de la C-14, just a la confluència del terme de Vilaverd amb la Riba. Fou realitzat, com tantes construccions d'origen popular, amb pedra seca. Té un diàmetre d'uns 7 metres, amb una profunditat d'uns 9,5 metres. És una obra protegida com a bé cultural d'interès local.